# Открытый чемпионат Италии по теннису 2004
Открытый чемпионат Италии по теннису 2004 — 61-й розыгрыш ежегодного профессионального теннисного турнира среди мужчин и женщин, проводящегося в итальянском городе Рим и являющегося частью тура ATP в рамках серии Мастерс и тура WTA в рамках серии турниров 1-й категории.
В 2004 году турнир прошёл с 3 по 16 мая: в первую неделю были сыграны мужские соревнования, а во вторую — женские. Соревнование продолжало околоевропейскую серию грунтовых турниров, подготовительную к майскому Открытому чемпионату Франции.
Прошлогодние победители:
- в мужском одиночном разряде —  Феликс Мантилья
- в женском одиночном разряде —  Ким Клейстерс
- в мужском парном разряде —  Уэйн Артурс /  Пол Хенли
- в женском парном разряде —  Светлана Кузнецова /  Мартина Навратилова

## Соревнования

### Мужчины. Одиночный турнир
Карлос Мойя обыграл  Давида Налбандяна со счётом 6-3, 6-3, 6-1.
- Мойя выиграл 3-й одиночный титул в сезоне и 17-й за карьеру в основном туре ассоциации.
- Налбандян сыграл 1-й одиночный финал в сезоне и 7-й за карьеру в основном туре ассоциации.

### Женщины. Одиночный турнир
Амели Моресмо обыграла  Дженнифер Каприати со счётом 3-6, 6-3, 7-6(6).
- Моресмо выиграла 2-й одиночный титул в сезоне и 12-й за карьеру в туре ассоциации.
- Каприати сыграла 1-й одиночный финал в сезоне и 31-й за карьеру в туре ассоциации.

### Мужчины. Парный турнир
Махеш Бхупати /  Максим Мирный обыграли  Уэйна Артурса /  Пола Хенли со счётом 2-6, 6-3, 6-4.
- Бхупати выиграл 3-й парный титул в сезоне и 34-й за карьеру в основном туре ассоциации.
- Бхупати второй раз победил на местном турнире (до этого в 1998 году в паре с Леандером Паесом).
- Мирный выиграл 1-й парный титул в сезоне и 20-й за карьеру в основном туре ассоциации.

### Женщины. Парный турнир
Надежда Петрова /  Меган Шонесси обыграли  Вирхинию Руано Паскуаль /  Паолу Суарес со счётом 2-6, 6-3, 6-3.
- Петрова выиграла 4-й парный титул в сезоне и 8-й за карьеру в туре ассоциации.
- Шонесси выиграла 4-й парный титул в сезоне и 8-й за карьеру в туре ассоциации.